# لقصابي المركز (لقصابي)
لقصابي المركز هو دُوَّار يقع بجماعة لقصابي تاكوست، إقليم كلميم، جهة كلميم واد نون في المملكة المغربية. ينتمي الدوّار لمشيخة لقصابي التي تضم دوار واحد. يقدر عدد سكانه بـ 951 نسمة حسب الإحصاء الرسمي للسكان والسكنى لسنة 2004.

## روابط خارجية
- البوابة الوطنية للجماعات الترابية نسخة محفوظة 12 مارس 2018 على موقع واي باك مشين.
- المندوبية السامية للتخطيط